# Radio Free Asia
Radio Free Asia (RFA), traducible al español como Radio Asia Libre, es una emisora de radio sin ánimo de lucro que emite y publica en internet noticias, información y comentarios para oyentes del Lejano Oriente que no tienen acceso sin trabas a medios de comunicación locales, libres y fiables. Inicialmente fue financiada por la USIA y actualmente lo continúa siendo por la Broadcasting Board of Governors (BBG), ambas organizaciones dependientes del gobierno de los Estados Unidos, razón por la que se la ha considerado históricamente una emisora con fines propagandísticos. Emite en nueve idiomas en seis países de Asia.

## Historia
Radio Free Asia era al principio una emisora de radio que difundía propaganda anticomunista del gobierno de Estados Unidos en las lenguas y países locales, sobre todo en los países comunistas de Asia. Al principio fue fundada y financiada en 1950 directamente por la CIA, a través de una organización encabezada por el llamado «Comité para Asia Libre» como parte de una operación de propaganda anticomunista, que se difundía desde Manila (Filipinas), Daca (Bangladés) y Karachi (Pakistán), entre otros lugares, hasta 1961. También tenía oficinas en Tokio y la organización matriz fue la Fundación Asia. En 1971 la participación de la Agencia de Información de los Estados Unidos (USIA) concluyó y todas las responsabilidades fueron transferidas a un designado por el presidente del Consejo para la Difusión Internacional.

Tras los hechos ocurridos en la Plaza de Tiananmen de China en 1989, el apoyo público en los Estados Unidos. creció para los servicios que pudiesen proporcionar información «a los pueblos que vivían bajo regímenes represivos en Asia».  Radio Free Asia es formalmente una corporación privada sin ánimo de lucro, aunque está financiada por un subsidio federal anual del Broadcasting Board of Governors (BBG). El BBG sirve a la RFA de directiva corporativa, emitiendo para la RFA y supervisando sus presupuestos.

## Premios
- Premio Anual Human Rights Press. 2005 y 2007. Amnistía Internacional, Asociación de Periodistas de Hong Kong, Foreign Correspondents Club of Hong Kong.
- Premio International Activist , 2005, Gleitsman Foundation.
- Premio Regional Edward R. Murrow , 2005. Asociación de Directores de Noticias de Radio y Televisión.
- Los premios New York Festivals Radio Awards designaron a Radio Free Asia(RFA): "Broadcaster of the Year" en 2009. RFA ganó dos medallas en 2013; una en 2012; una en 2011; dos en 2010; siete en 2009; dos en 2008; una en 2007; una en 2004; y una en 2000. New York Festivals.
- Premio Gracie Allen, 2013, 2010, y 2008. American Women in Radio and Television.
- Premio Consumer Rights, 2008. Hong Kong Consumer Council, Asociación de Periodistas de Hong Kong.
- Society of Environmental Journalists, 2012 y 2010. Society of Environmental Journalists
- Premio Courage in Journalism, 2010. International Women's Media Foundation

## Literatura
- Tom Engelhardt: The End of Victory Culture. Cold War America and the Disillusioning of a Generation.(University of Massachusetts Press 1998); ISBN 1-55849-133-3.
- Helen Laville, Hugh Wilford: The US Government, Citizen Groups And the Cold War. The State-Private Network (Routledge 1996); ISBN 0-415-35608-3.
- Daya Kishan Thussu: International Communication. Continuity and Change (Arnold 2000); ISBN 0-340-74130-9.
- Andrew Defty: Britain, America and Anti-Communist Propaganda, 1945-53. The Information Research Department (Routledge 2004); ISBN 0-7146-5443-4.